# Setge de Tèrme
El setge de Tèrme (1210) fon una operació militar de Simó IV de Montfort durant el curs de la guerra coneguda com a croada albigesa per conquerir els vescomtats de Besiers, Albi i Carcassona.

## Motiu del setge
La croada albigesa va començar durant l'estiu de 1209 a la crida del papa Innocenci III. A la tardor, Besiers, Carcassona, i en general la vall de l'Aude, havien estat conquerides pels croats, però no podien aspirar a controlar els seus nous territoris sense controlar les tres principals fortaleses de muntanya: Menerba, Tèrme i Cabaret.
Els senyors d'aquestes fortaleses, com Ramon de Tèrme, no van reconèixer Simó de Montfort com el seu nou senyor, sobretot perquè estaven protegint els càtars i volien lluitar contra els croats. Per tant, Simó de Montfort va decidir a la primavera de 1210 reduir aquests focus de resistència del nord i sud de Carcassona.
Després d'una operació frustrada contra Cabaret, Simó va assetjar Menerba, i al 22 de juliol de 1210, amb l'ajut dels habitants de Narbona, va prendre la ciutat aprofitant que estava aïllada dels seus aliats. En finalitzar aquesta conquesta, Simó de Montfort va decidir conquerir Tèrme. Els habitants de Narbona van anunciar que no hi participarien, i la majoria dels croats que havien participat en el setge de Menerba van informar que havien completat la seva quarantena i van deixar Occitània per tornar a casa. Malgrat això, Robert II de Dreux i Guillem II de Ponthieu van unir-se amb els croats amb un gran contingent.
Les màquines de setge que utilitzarien contra Tèrme estaven a Carcassona, però Pere Roger de Cabaret (aliat del senyor de Tèrme), és informat pels seus espies i ataca la ciutat de Carcassona per destruir aquestes màquines. Després d'una lluita aferrissada, Pere Roger fuig. Les màquines destruïdes són reparades i van partir cap a Tèrme escoltades per un contingent de croats que van arribar de Bretanya.

## El setge
Simó de Montfort arriba al castell el 1r d'agost i va instal·lar el seu campament al davant de l'accés lateral est de les fortificacions del sud, al lloc on es troba actualment el poble, en un terreny pla i a prop de l'aigua. En aquell moment, Tèrme era un conjunt d'assentaments fortificats que envoltaven el castell senyorial situat a la part superior. El conjunt s'asseu sobre un promontori rocós envoltat per profunds abismes formats pel riu Sou i el torrent Caulière. Les gorges Termenet defensen naturalment el lloc cap al nord, i allà, al final de la carena que baixa des del castell, es trobava una petita fortificació anomenada Termenet. Tèrme estava protegida per vint cavallers i uns 500 soldats catalans; a més, tenien un expert en la fabricació i utilització de catapultes amb les quals podrien anul·lar les accions dels croats.
Simó de Montfort decideix atacar pel costat sud, ja que aquest és el costat amb menys pendent, però com va descriure el cronista Pere de Vaux-de-Cernay, n'hi havia dos suburbis fortificats en la part inferior del castell. Els treballs de soscavament i l'acció de les màquines de setge van afeblir la primera línia de defensa i van poder fer una bretxa. Llavors, va començar l'assalt, però els habitants de Tèrme decideixen incendiar el primer suburbi i retirar-se darrere de la segona línia de defensa. Quan el foc va ser extingit, s'inicia un contraatac per rebutjar els croats. La lluita continuarà en aquesta zona, però sense avenços estratègics, ja que les parts de la muralla que estaven afeblides es reparen ràpidament.

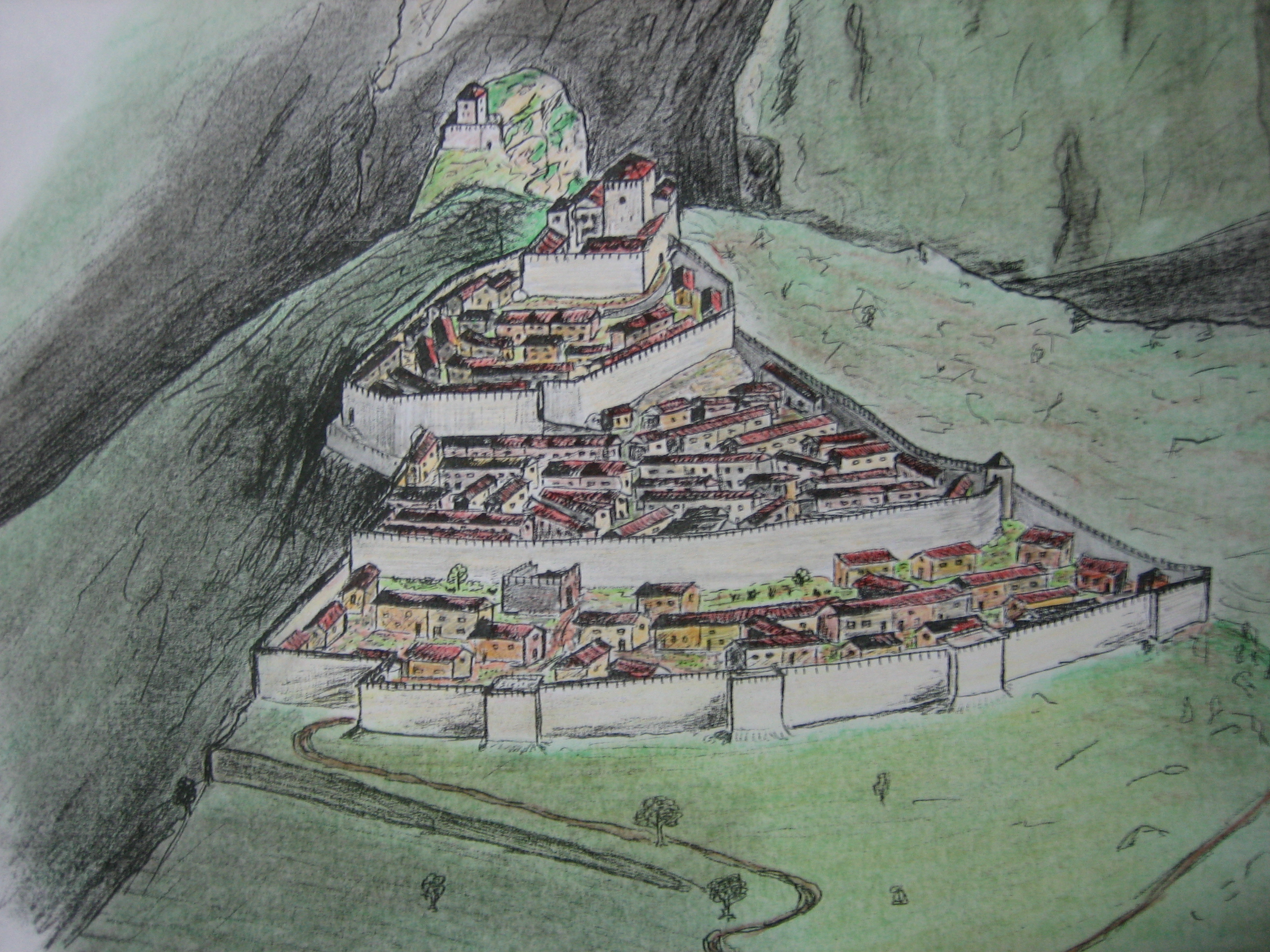
Reconstrucció de Tèrme voltant el 1210, segons una vista aèria feta des del sud. El poble fortificat està dominat pel castell dels senyors de Tèrme al cim del turó, mentre que al costat nord de la gorja es pot veure el fortí de Termenet. Dibuix basat en les troballes de les excavacions arqueològiques

Davant d'aquesta resistència al front sud, Simó de Montfort creu que és millor atacar la fortalesa de Termenet i tracta d'aïllar-la per evitar que li arribi queviures i aigua. Per a això, va enviar 300 soldats, cinc cavallers i un trabuquet a la cresta entre Tèrme i la fortalesa de Termenet. Després d'instal·lar amb dificultats el trabuquet, comença a bombardejar la fortalesa i fa que fugin els seus defensors. Durant el retorn del trabuquet cap a la zona sud, l'aprofiten per a atacar el castell, però 80 habitants de Tèrme surten per cremar-lo i tots els croats fugen a excepció del cavaller Guillem de L'Ecureuil, que miraculosament els derrota.
Els croats envolten totalment Tèrme i bloquegen el subministrament d'aigua. La guarnició només té cisternes d'aigua recollida de la pluja, que és ben escassa. A manca d'un progrés real, el setge s'eternitza i Simó s'enfronta amb la partida dels croats que ja han fet la seva quarantena. A més a més, Pere Roger de Cabaret va atacant els reforços i els combois de subministrament que viatgen cap al campament dels croats, que fa que els comenci a faltar el menjar.
A causa de la manca d'aigua, Ramon de Tèrme decideix iniciar les negociacions i el mateix Simó de Montfort accepta per la manca d'aliments que ell pateix, i així poder sortir d'aquesta situació. Ramon té la intenció de lliurar el seu castell sempre que pugui mantenir la resta de les seves terres, i que se li retorni el castell el dia de Pasqua de l'any següent. Aquesta proposta relativament avantatjosa per als defensors és encara objecte de debat quan les tropes dels comtes de Dreux, de Ponthieu, l'arquebisbe de Bordeus i els bisbes de Beauvais i Chartres es preparen per a marxar després d'haver completat la seva quarantena. Simó va veure que el seu exèrcit es desfeia abans de la rendició efectiva i prega que es quedin uns dies més, però només Renaud de Bar, bisbe de Chartres, es compromet a quedar-se. Donada la situació, Simó de Montfort resol d'haver d'acceptar els termes proposats per Ramon. Simó intenta una rendició amb efecte immediat, però Ramon promet lliurar-li el castell l'endemà. Durant la nit, cau una forta tempesta i omple les cisternes d'aigua del castell.
L'endemà, quan en Gui I de Levis es presenta per prendre possessió del castell, Ramon es nega a rendir-se i els croats foren rebuts amb una autèntica pluja de fletxes. El bisbe de Chartres, amb pressa per marxar, suggereix a Simó a acceptar qualsevol condició, sempre que Ramon doni, almenys temporalment, el seu castell. Es proposa enviar una delegació al bisbe de Carcassona, ja que la mare d'aquest bisbe era càtara i el seu germà, Guilhem de Rocafort, estava entre els defensors del castell, però Ramon es va negar a cedir.
Després de la marxa del bisbe de Chartres, Simó es va quedar tot sol amb les seves tropes i amb la moral baixa. Però ell va persistir, ajudat per un contingent de croats de Lorena que acabava d'arribar. Malgrat que l'assalt és impossible amb els seus escassos soldats, bombardeja contínuament les fortificacions per debilitar-les. Els assetjadors s'adonen que els assetjats cada cop posen menys ganes per reparar les defenses.
Dins del castell, la part inferior del dipòsit d'aigua s'havia començat a podrir per la seva escassetat. Malgrat que la tempesta va omplir de nou els dipòsits, l'aigua ja estava contaminada i feia que els defensors s'afeblissin per la disenteria. En veure que tot estava perdut, Ramon de Tèrme va decidir evacuar el castell durant la nit, però es va donar l'alerta i els fugitius van ser perseguits. En Ramon és capturat i el castell va ser pres sense més incidents.

## Conseqüències
Una de les coses que Simó de Montfort no va acceptar va ser la falta de paraula de Ramon. Per això, el va fer empresonar a Carcassona, on va morir tres anys més tard. Les fonts ens diuen molt sobre la presència i l'absència de la seva família, inclòs el seu fill gran, Olivier de Tèrme. La caiguda de Tèrme, després de la de Menerba, té un gran impacte a Occitània i va ser un cop fort a l'esperit de resistència del sud de França per la protecció dels càtars L'obstinació de Simon de Montfort va esdevenir llegenda i es va guanyar una reputació d'invencibilitat. Els castells de Costauçan, Albedun i Puivert cauen ràpidament a mans dels croats, però no obstant això, Simó de Montfort evita comprometre el seu exèrcit contra les fortaleses de les muntanyes del sud, inaccessibles i lluny de les seves bases de subministrament, per evitar un altre llarg setge.

## Commemoració

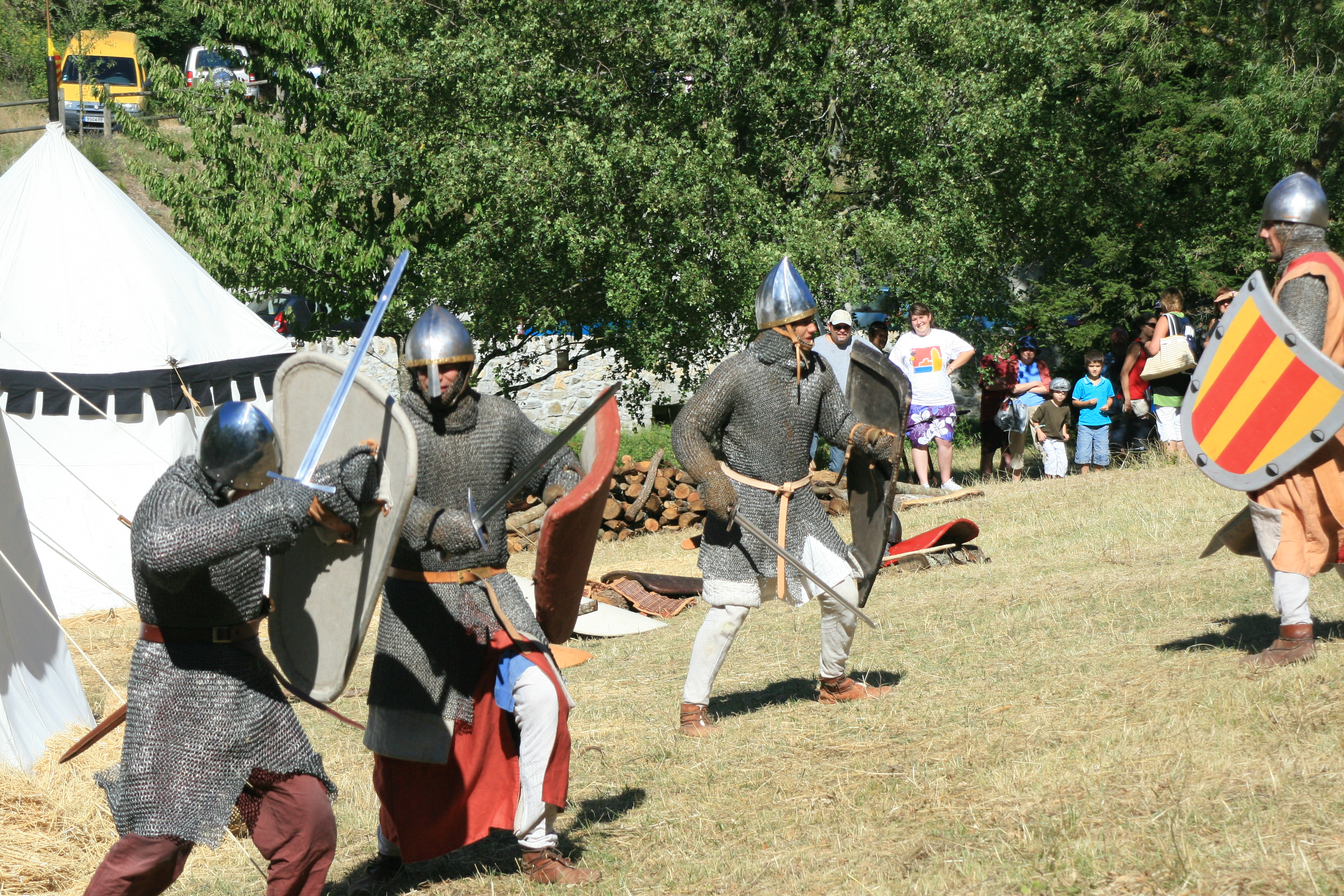
Reconstitució de combats durant la commemoració del 6 agost de 2010

El 2010 marca el 8è centenari d'aquest setge. En aquest context el municipi de Tèrme, que inclou les restes del castell de Tèrme, volia millorar la qualitat de la visita al monument.
Es va realitzar un curtmetratge que es mostra a l'edifici d'entrada de castell, on actualment alberga una exposició permanent sobre l'esdeveniment: "1210, el setge del castell de Tèrme". Amb l'ajuda dels historiadors de la Junta del Centre d'Estudis Càtars i enriquida pels dibuixos de Lionel Duigou, aquesta exposició ensenya a tothom els quatre mesos de setge que al segle xiii va tenir un ampli ressò per tot Europa.